# Heracleum maximum
Heracleum maximum je jediným zástupcem rodu bolševník (Heracleum), jehož domovinou je Severní Amerika. V anglickém jazyce je rostlina známá také pod názvy American cow-parsnip, Satan celery, Indian celery, Indian rhubarb, poison turnip či pushki.

## Popis

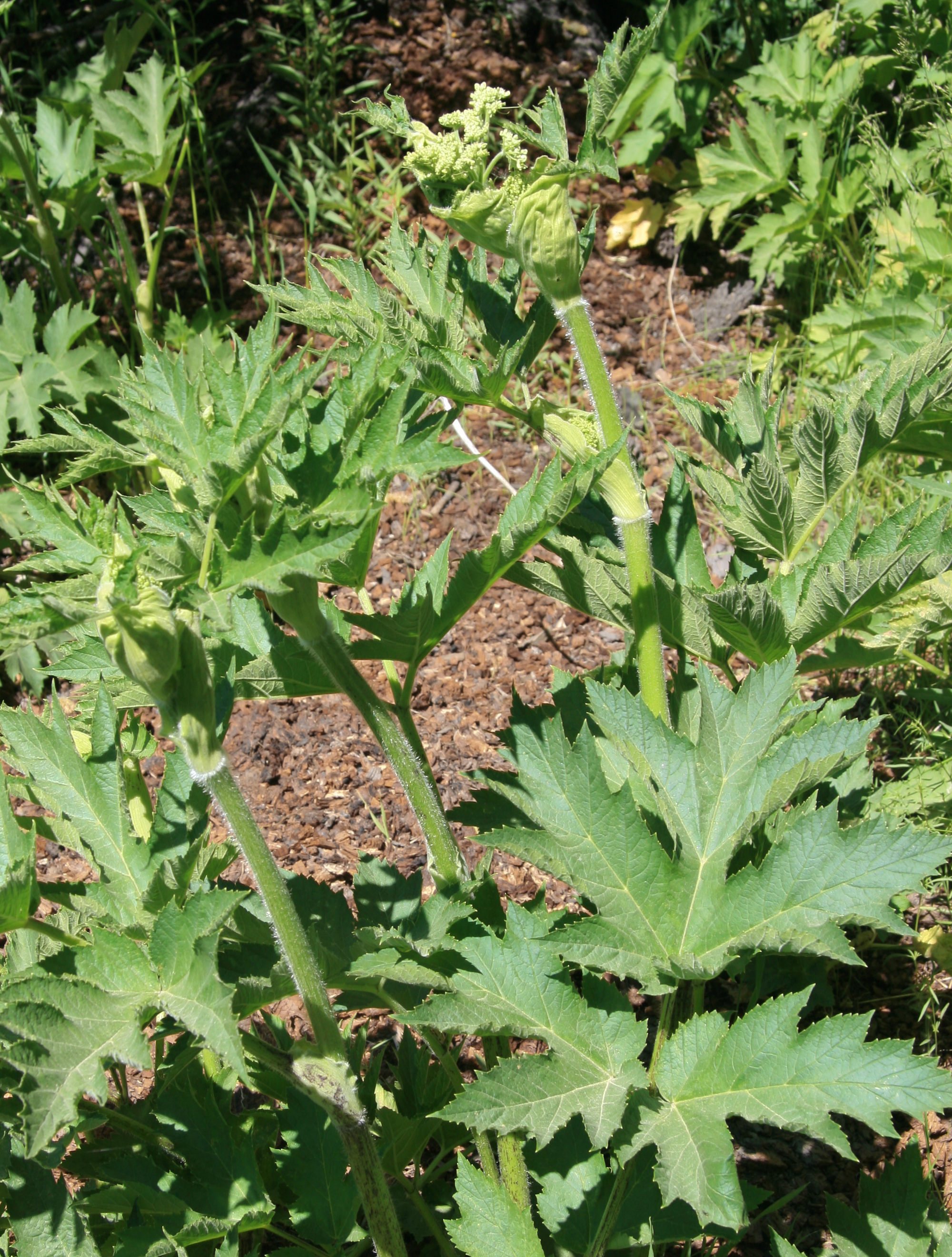
Listy jsou až 40 cm široké a rozdělené na laloky.

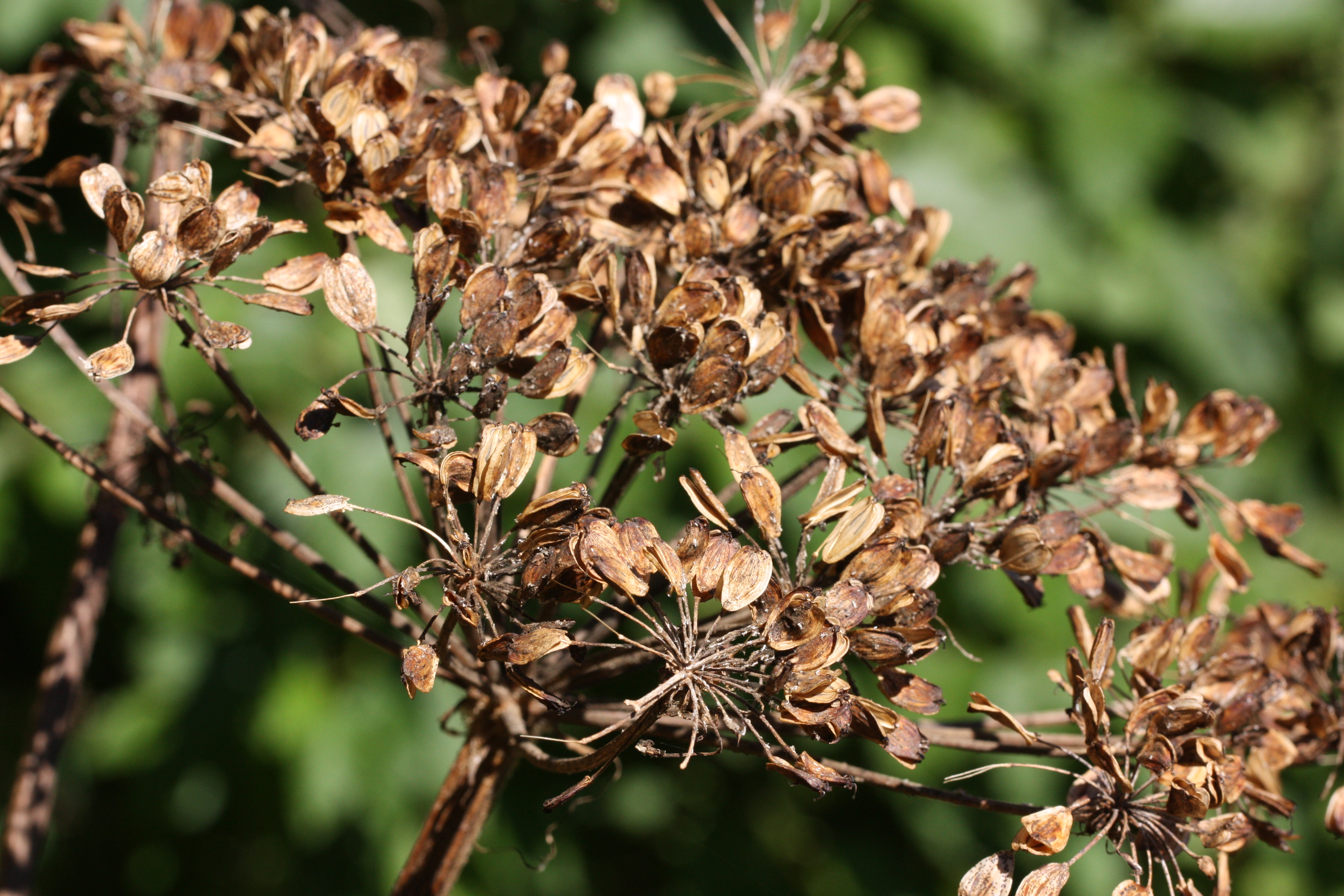
Semena jsou 8–12 mm dlouhá a 5–8 mm široká.

Heracleum maximum je vysoká vytrvalá bylina, která dosahuje výšky až 3 m. Stonky jsou duté a opatřené hustými chlupy, listy jsou velmi velké, dosahují velikosti až 40 cm v průměru a jsou rozdělené na tři laloky. Heracleum maximum má charakteristické květní okolíky z čeledi miříkovitých (Apiaceae), které kvetou od února do září. Okolíky mohou dosahovat průměru až 30 cm, jsou ploché nebo kulaté a složené z malých bílých květů. Někdy jsou vnější květy okolíku mnohem větší než vnitřní. Semena dosahují 8–12 milimetrů na délku a 5–8 milimetrů na šířku.

### Podobné druhy
Heracleum maximum bývá běžně zaměňován za bolševník velkolepý (Heracleum mantegazzianum), jenž však dosahuje mnohem větší velikosti, má obvykle purpurové skvrny na stoncích a ostřeji pilovité listy.
Mezi další vysoké invazní druhy rodu bolševník (Heracleum) patří bolševník velkolepý (H. mantegazzianum), bolševník Sosnowského (H. sosnowskyi) a bolševník perský (H. persicum). Mezi další podobné druhy patří mrkev obecná, kerblík lesní, bolehlav plamatý, pastinák setý a druhy rodu matizna (Angelica).

## Taxonomie
The Plant List (naposledy aktualizovaný v roce 2013) klasifikuje H. maximum, H. lanatum a bolševník obecný (H. sphondylium subsp. montanum) jako samostatné druhy. Podle Integrated Taxonomic Information System (ITIS) nebo National Plant Germplasm System (NPGS) jsou H. lanatum a H. maximum synonyma pro bolševník obecný (H. sphondylium subsp. montanum), jméno navržené Brummittem v roce 1971.
Podle stránek The Plant List a Plants of the World Online jsou H. lanatum a H. maximum akceptovatelná jména, přičemž u druhého jmenovaného není uveden žádný infraspecifický taxon. Na druhou stranu ani jedno z jmen není uznáno jako přijaté v ITIS nebo NPGS. Kromě H. lanatum a H. maximum byla tomuto druhu přisuzována různá vědecká jména.
Synonyma skupiny dříve klasifikované jako H. lanatum zahrnují:
- Heracleum montanum
- Heracleum sphondylium subsp. lanatum
- Heracleum sphondylium var. lanatum
- Heracleum sphondylium subsp. montanum

Mezi synonyma uvedená na webu Plants of the World Online patří:
- Heracleum douglasii DC.
- Heracleum inperpastum Koidz.
- Heracleum lanatum Michx.
- Heracleum sphondylium var. lanatum (Michx.) Dorn
- Heracleum sphondylium subsp. lanatum (Michx.) Á.Löve & D.Löve
- Heracleum sphondylium var. tsurugisanense (Honda) H.Ohba
- Heracleum turugisanense Honda
- Pastinaca lanata Koso-Pol.
- Sphondylium lanatum (Michx.) Greene

Jako H. lanatum je uvedena varieta asiaticum.
Rodový název Heracleum (odvozeno od „Héraklés“) odkazuje na velmi rozsáhlé rozměry všech částí této rostliny.

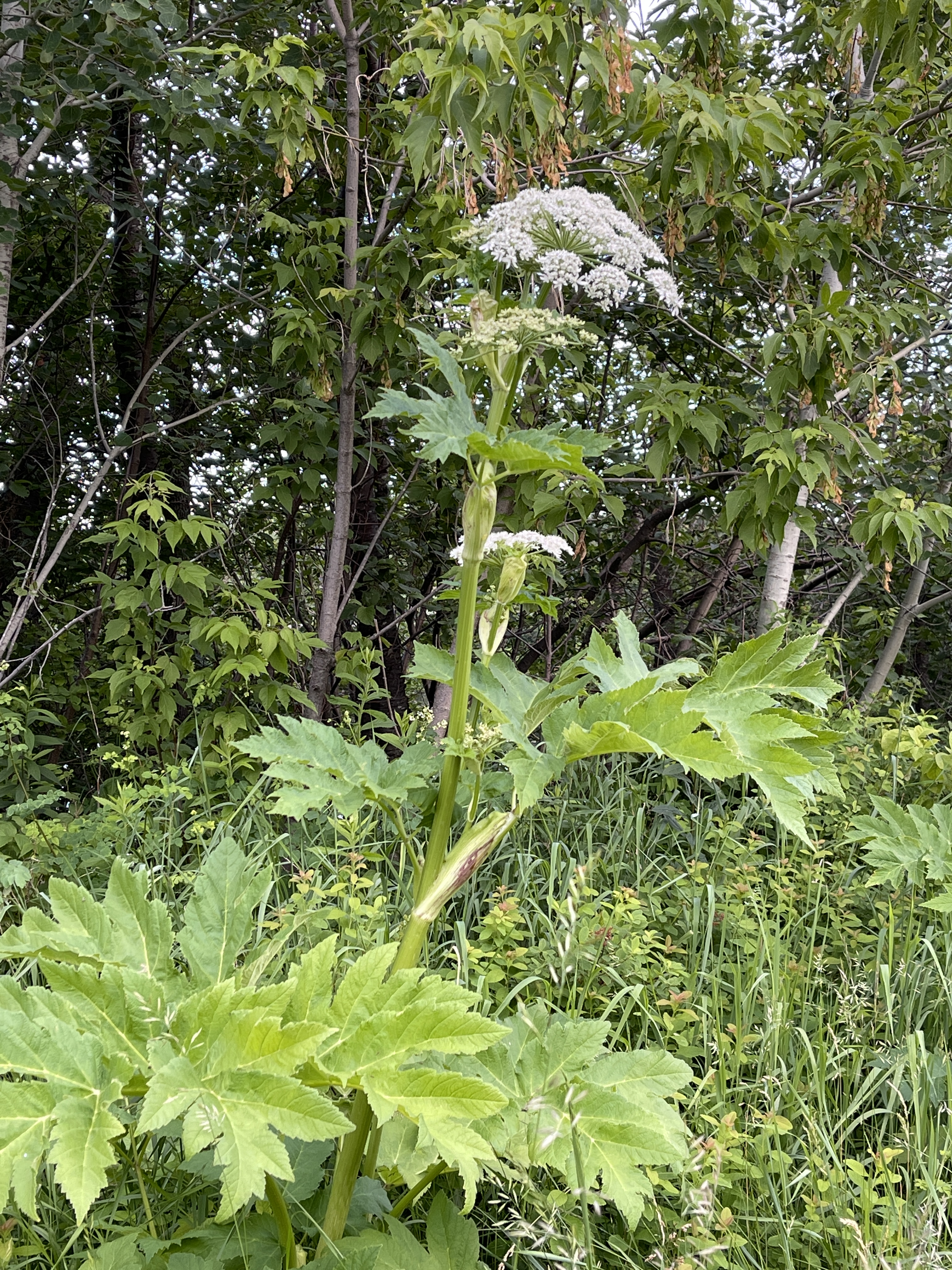
Heracleum maximum na břehu řeky Batiscan, Québec

## Rozšíření a stanoviště
Tento druh pochází ze Severní Ameriky a je rozšířen na většině území kontinentálních Spojených států (mimo pobřeží Mexického zálivu a několika sousedních států), od Aleutských ostrovů a Aljašky na severozápadě až po Newfoundland na východním pobřeží, na jihu až po Kalifornii, Nové Mexiko, Kansas, Ohio a Georgii. Vyskytuje se v nadmořské výšce od 0 m až do nadmořské výšky kolem 2 700 m. Zvláště rozšířený je na Aljašce, kde často roste mezi rostlinami, jako je oplopanax hrozivý, jenž je téměř stejně velký a poněkud vzhledově podobný, a oměj, což je velmi jedovatá květina. V Kanadě se vyskytuje ve všech provinciích a teritoriích mimo Nunavut. V Kentucky je vedena jako „ohrožená" a v Tennessee jako „zvláště ohrožená“. Rostlina se vyskytuje také na Sibiři, ve východní Asii a na Kurilských ostrovech.

## Ekologie
Tento druh je všeobecně uznáván jako cenná pastevní rostlina pro krávy, ovce a kozy. Je také známo, že je důležitou součástí jídelníčku mnoha volně žijících zvířat, zejména medvědů, a to jak medvěda grizzlyho, tak medvěda černého. Slouží jako hostitelská rostlina motýlů Papilio polyxenes, Papilio brevicauda, otakárka fenyklového (Papilio machaon), Papilio zelicaon a můry Eupithecia tripunctaria, Papaipema harrisii, Papaipema impecuniosa, Agonopterix clemensella, Agonopterix flavicomella a Depressaria pastinacella.

## Toxicita
Rostlina obsahuje furanokumariny, jako je xantotoxin, angelicin, pimpinellin a isopimpinellin, isoimperatorin, bergapten a isobergapten, 6-isopentenyloxyisobergapten a sfondin. Podle jedné studie mladé listy neobsahovaly xantotoxin, ale starší, stárnoucí listy jej obsahovaly „značné množství“. Některé z těchto furanokumarinů obsažených v bolševnících mají antimikrobiální vlastnosti a jsou zodpovědné za vyrážku vytvářející erytematózní puchýřky (puchýře podobné spálenině) a hyperpigmentaci, která se objevuje poté, co se na kůži dostane čirá šťáva. Jsou fotosenzitivní, vyrážka se objevuje pouze po vystavení ultrafialovému světlu. Z tohoto důvodu může po kontaktu s mízou za slunečného dne dojít k fytofotodermatitidě způsobující puchýře na kůži. Jizvy a pigmentace po těchto puchýřích způsobené některými druhy rodu bolševník (Heracleum) mohou přetrvávat měsíce či roky.

## Využití
Silné květní stonky, které začínají kvést na začátku léta, se mohou loupat a jíst vařené, jakožto činili původní obyvatelé Ameriky. Je třeba dbát zvýšené opatrnosti, neboť květy se podobají květům vysoce jedovatého druhu Cicuta maculata.
Původní obyvatelé Severní Ameriky měli pro bolševník různé využití a často na jaře překonávali veliké vzdálenosti, 80 kilometrů i více, aby našli šťavnaté výhonky této rostliny. Mladé stonky a listové stonky se loupaly a obvykle se jedly syrové, zatímco první američtí osadníci rostlinu vařili. Chutí, strukturou a výživnými látkami se loupané stonky podobaly celeru, což dalo vzniknout obecnému názvu „indiánský celer“. Domorodci si byli vědomi toxických účinků rostliny a že pokud se vnější slupka neodstraní, vznikne „svědění v ústech“ nebo puchýře na kůži. Těhotné ženy byly varovány před stonky květních pupenů, aby se novorozenci při pláči neudusili.
Nejméně sedm domorodých skupin v Severní Americe používalo rostlinu jako dermatologickou pomůcku. Mohla být součástí obkladů na pohmožděniny či vředy. Obklad připravený z kořenů se používal na otoky, zejména nohou. Sušené stonky se používaly jako brčka na pití pro staré či nemocné lidi nebo se z nich vyráběly flétny pro děti. Nálev z květů se mohl potírat na tělo k odpuzování much a komárů. Z kořenů lze vyrobit žluté barvivo.